# Chipre nos Jogos Olímpicos de Verão de 1996
Chipre participou dos Jogos Olímpicos de Verão de 1996, realizados em Atlanta, nos Estados Unidos. 
Foi a quinta aparição do país nos Jogos Olímpicos, onde foi representado por 17 atletas, sendo 15 deles homens e duas mulheres, que competiram em cinco esportes.

## Competidores
Esta foi a participação por modalidade nesta edição:
| Esporte   | Masculino | Feminino | Total |
| --------- | --------- | -------- | ----- |
| Atletismo | 7         | 1        | 8     |
| Lutas     | 1         | 0        | 1     |
| Natação   | 1         | 1        | 2     |
| Tiro      | 3         | 0        | 3     |
| Vela      | 3         | 0        | 3     |
| Total     | 15        | 2        | 17    |

## Desempenho

### Atletismo
Masculino
Eventos de pista
| Atleta                                                                     | Evento              | Eliminatórias | Eliminatórias | Quartas de final | Quartas de final | Semifinal   | Semifinal   | Final       | Final       | Ref.  |
| Atleta                                                                     | Evento              | Tempo         | Pos.          | Tempo            | Pos.             | Tempo       | Pos.        | Tempo       | Pos.        | Ref.  |
| -------------------------------------------------------------------------- | ------------------- | ------------- | ------------- | ---------------- | ---------------- | ----------- | ----------- | ----------- | ----------- | ----- |
| Anninos Marcoullides                                                       | 100 m               | 10.26 Q       | 2º/bat. 7     | 10.23 Q          | 3º/bat. 4        | 10.36       | 8º/bat. 1   | Não avançou | Não avançou | [ 3 ] |
| Anninos Marcoullides                                                       | 200 m               | 20.57 Q       | 2º/bat. 3     | 20.63            | 5º/bat. 3        | Não avançou | Não avançou | Não avançou | Não avançou | [ 4 ] |
| Yiannis Zisimides                                                          | 100 m               | 10.32 Q       | 3º/bat. 9     | 10.47            | 8º/bat. 5        | Não avançou | Não avançou | Não avançou | Não avançou | [ 3 ] |
| Evripides Demosthenous                                                     | 400 m               | 46.76         | 6º/bat. 5     | Não avançou      | Não avançou      | Não avançou | Não avançou | Não avançou | Não avançou | [ 5 ] |
| Prodromos Katsantonis                                                      | 110 m c/barreiras   | 14.34         | 7º/bat. 6     | Não avançou      | Não avançou      | Não avançou | Não avançou | Não avançou | Não avançou | [ 6 ] |
| Loukas Spyrou Anninos Marcoullides Prodromos Katsantonis Yiannis Zisimides | Revezamento 4x100 m | 40.06         | 5º/bat. 5     | —                | —                | Não avançou | Não avançou | Não avançou | Não avançou | [ 7 ] |

Eventos de campo
| Atleta         | Evento            | Eliminatórias | Eliminatórias | Final       | Final       | Ref.  |
| Atleta         | Evento            | Marca         | Pos.          | Marca       | Pos.        | Ref.  |
| -------------- | ----------------- | ------------- | ------------- | ----------- | ----------- | ----- |
| Ilias Louka    | Arremesso de peso | 18.48         | 24º           | Não avançou | Não avançou | [ 8 ] |
| Mikhalis Louka | Arremesso de peso | 18.23         | 28º           | Não avançou | Não avançou | [ 8 ] |

Feminino
Eventos de pista
| Atleta        | Evento | Eliminatórias | Eliminatórias | Quartas de final | Quartas de final | Semifinal   | Semifinal   | Final       | Final       | Ref.   |
| Atleta        | Evento | Tempo         | Pos.          | Tempo            | Pos.             | Tempo       | Pos.        | Tempo       | Pos.        | Ref.   |
| ------------- | ------ | ------------- | ------------- | ---------------- | ---------------- | ----------- | ----------- | ----------- | ----------- | ------ |
| Dora Kyriakou | 200 m  | 23.85         | 7º/bat. 2     | Não avançou      | Não avançou      | Não avançou | Não avançou | Não avançou | Não avançou | [ 9 ]  |
| Dora Kyriakou | 400 m  | 52.09 q       | 5º/bat. 1     | 52.26            | 8º/bat. 1        | Não avançou | Não avançou | Não avançou | Não avançou | [ 10 ] |

### Lutas
Masculino
| Atleta          | Evento       | Rodada 1             | Rodada 2             | Quartas de final     | Semifinal            | Repescagem 2–6                                           | Final                | Final       | Ref.   |
| Atleta          | Evento       | Adversário Resultado | Adversário Resultado | Adversário Resultado | Adversário Resultado | Adversário Resultado                                     | Adversário Resultado | Pos.        | Ref.   |
| --------------- | ------------ | -------------------- | -------------------- | -------------------- | -------------------- | -------------------------------------------------------- | -------------------- | ----------- | ------ |
| Arout Parsekian | Livre −62 kg | KOR Jang D 2–5       | Não avançou          | Não avançou          | Não avançou          | RSA Du Plessis V 3–1 ROM Mumjiev V 7–2 CAN Calder D 4–10 | Não avançou          | Não avançou | [ 11 ] |

### Natação
Masculino
| Atleta              | Evento      | Eliminatórias | Eliminatórias | Final       | Final       | Ref.   |
| Atleta              | Evento      | Tempo         | Pos.          | Tempo       | Pos.        | Ref.   |
| ------------------- | ----------- | ------------- | ------------- | ----------- | ----------- | ------ |
| Stavros Michaelides | 50 m livre  | 23.37         | 31º           | Não avançou | Não avançou | [ 12 ] |
| Stavros Michaelides | 100 m livre | 52.65         | 50º           | Não avançou | Não avançou | [ 13 ] |

Feminino
| Atleta       | Evento      | Eliminatórias | Eliminatórias | Final       | Final       | Ref.   |
| Atleta       | Evento      | Tempo         | Pos.          | Tempo       | Pos.        | Ref.   |
| ------------ | ----------- | ------------- | ------------- | ----------- | ----------- | ------ |
| Marina Zarma | 200 m livre | 2:10.85       | 42º           | Não avançou | Não avançou | [ 14 ] |
| Marina Zarma | 400 m livre | 4:32.15       | 39º           | Não avançou | Não avançou | [ 15 ] |

### Tiro
Masculino
| Atleta              | Evento | Eliminatórias | Eliminatórias | Final       | Final       | Ref.   |
| Atleta              | Evento | Pontos        | Pos.          | Pontos      | Pos.        | Ref.   |
| ------------------- | ------ | ------------- | ------------- | ----------- | ----------- | ------ |
| Antonakis Andreou   | Skeet  | 121           | =9º           | Não avançou | Não avançou | [ 16 ] |
| Antonis Nikolaidis  | Skeet  | 118           | =26º          | Não avançou | Não avançou | [ 16 ] |
| Christos Kourtellas | Skeet  | 117           | =32º          | Não avançou | Não avançou | [ 16 ] |

### Vela
Masculino
| Atleta                         | Evento  | Regatas | Regatas | Regatas | Regatas | Regatas | Regatas | Regatas | Regatas | Regatas | Regatas | Regatas | Pontos | Pos. | Ref.   |
| Atleta                         | Evento  | 1       | 2       | 3       | 4       | 5       | 6       | 7       | 8       | 9       | 10      | 11      | Pontos | Pos. | Ref.   |
| ------------------------------ | ------- | ------- | ------- | ------- | ------- | ------- | ------- | ------- | ------- | ------- | ------- | ------- | ------ | ---- | ------ |
| Dimitrios Lappas               | Mistral | 26      | 22      | 39      | 25      | 27      | 36      | 33      | 27      | 35      | —       | —       | 195    | 32º  | [ 17 ] |
| Nikolas Epifaniou Petros Elton | 470     | 25      | 24      | 33      | 15      | 32      | 24      | 23      | 23      | 20      | 32      | 25      | 211    | 31º  | [ 18 ] |

Legenda
| Recorde mundial      | Recorde mundial (World record)               |                       | Recorde africano                      | Recorde africano (African) |                                           | Q | Classificado por posição (Qualified) |
| Recorde olímpico     | Recorde olímpico (Olympic record)            | Recorde da América    | Recorde da América (Americas)         | q                          | Classificado por melhor tempo (Qualified) |   |                                      |
| Melhor marca do ano  | Melhor marca do ano (World leading)          | Recorde asiático      | Recorde asiático (Asian)              | DNS                        | Não largou (Did not start)                |   |                                      |
| Recorde nacional     | Recorde nacional (National record)           | Recorde europeu       | Recorde europeu (European)            | DNF                        | Não terminou (Did not finish)             |   |                                      |
| Recorde pessoal      | Recorde pessoal do atleta (Personal best)    | Recorde da Oceania    | Recorde da Oceania (Oceania)          | DSQ / DQ                   | Desclassificado (Disqualified)            |   |                                      |
| Recorde da temporada | Recorde da temporada do atleta (Season best) | Recorde sul-americano | Recorde sul-americano (South America) | NM                         | Sem marca (No mark)                       |   |                                      |

| M   | Regata da Medalha da qual só participam os dez primeiros colocados das regatas anteriores  |  |  | CAN | Regata cancelada |
| BFD | Desclassificado por bandeira preta (Black Flag Disqualified)                               |  |  |     |                  |
| UFD | Desclassificado por bandeira "U" (U Flag Disqualified)                                     |  |  |     |                  |
| OCS | Largada queimada (On the Course Side of the starting line)                                 |  |  |     |                  |
| DNE | Desclassificação sem eliminação (infração a um item do regulamento da prova – Did Not End) |  |  |     |                  |